# Canadian Soccer League 2019
La Canadian Soccer League 2019 fue la 22.ª edición de la liga semiprofesional del fútbol canadiense, la cual comenzó el 19 de mayo y terminó el 26 de octubre.

## Cambios para la temporada
La liga se ha expandido con el regreso del fútbol profesional a la región de Niágara con el Niagara FC representando el territorio. King City también ha recibido su primer club profesional con el Kingsman SC en la primera y segunda división.

## Primera división

### Equipos
| Equipo               | Ciudad                           | Estadio                            | Entrenador     |
| -------------------- | -------------------------------- | ---------------------------------- | -------------- |
| Brantford Galaxy     | Brantford, (Ontario)             | Heritage Field Turf                | Milan Prpa     |
| CSC Mississauga      | Mississauga (Ontario)            | Paramount Fine Foods Centre Fields | Josip Raguz    |
| FC Ukraine United    | Toronto (Ontario) (Etobicoke)    | Centennial Park Stadium            | Mykhailo Hurka |
| FC Vorkuta           | Vaughan (Ontario) (Woodbridge)   | Ontario Soccer Centre              |                |
| Hamilton City SC     | Hamilton, Ontario (Stoney Creek) | Heritage Field Turf                | Sasa Vukovic   |
| Kingsman SC          | King (Ontario)                   | Esther Shiner Stadium              |                |
| Real Mississauga SC  | Mississauga (Ontario)            | Huron Park Soccer Field            |                |
| Scarborough SC       | Toronto (Ontario) (Scarborough)  | Birchmount Stadium                 | Zoran Rajović  |
| Serbian White Eagles | Toronto (Ontario) (Etobicoke)    | Centennial Park Stadium            |                |
| SC Waterloo Region   | Waterloo (Ontario) (Eastbridge)  | RIM Park                           |                |

### Clasificación
| Pos. | Equipo               | PJ | PG | PE | PP | GF | GC | DG  | Pts. | Clasificado a    |
| ---- | -------------------- | -- | -- | -- | -- | -- | -- | --- | ---- | ---------------- |
| 1    | Vorkuta              | 18 | 15 | 3  | 0  | 66 | 15 | +51 | 48   | Cuartos de final |
| 2    | Scarborough          | 18 | 12 | 3  | 3  | 50 | 18 | +32 | 40   | Cuartos de final |
| 3    | Ukraine United       | 18 | 10 | 2  | 6  | 43 | 22 | +21 | 32   | Cuartos de final |
| 4    | Waterloo Region      | 18 | 10 | 1  | 7  | 41 | 25 | +16 | 31   | Cuartos de final |
| 5    | Serbian White Eagles | 18 | 9  | 4  | 5  | 42 | 32 | +10 | 31   | Cuartos de final |
| 6    | Hamilton City        | 18 | 6  | 3  | 9  | 26 | 39 | -13 | 21   | Cuartos de final |
| 7    | Mississauga          | 18 | 6  | 1  | 11 | 39 | 47 | -8  | 19   | Cuartos de final |
| 8    | Kingsman             | 18 | 6  | 1  | 11 | 30 | 48 | -18 | 19   | Cuartos de final |
| 9    | Real Mississauga     | 18 | 3  | 2  | 13 | 20 | 62 | -42 | 11   |                  |
| 10   | Brantford Galaxy     | 18 | 2  | 2  | 14 | 18 | 65 | -47 | 8    |                  |

Fuente Archivado el 7 de octubre de 2019 en Wayback Machine.

### Fase final

#### Cuartos de final
| 12 de octubre de 2019 | Scarborough SC               | 2:1 (t. s.) | CSC Mississauga    | Birchmount Stadium, Toronto |  |
| 18:00                 | Gonzalo Matias Cabrera Celis | Reporte     | Mykhaylo Berezovyi |                             |  |

| 12 de octubre de 2019 | FC Vorkuta                          | 2:2 (t. s.)(2:4 p.) | Kingsman SC                            | Ontario Soccer Centre, Vaughan |  |
| 18:00                 | Mykola Temniuk · Oleksandr Volchkov | Reporte             | Oleksandr Alieksieiev · Bogdan Bortnik |                                |  |

| 12 de octubre de 2019 | Waterloo Region       | 1:1 (t. s.)(5:4 p.) | Serbian White Eagles | RIM Park Field 1, Waterloo |  |
| 19:00                 | Miodrag Kovacevic 55' | Reporte             | Božidar Tadić 71'    |                            |  |

| 13 de octubre de 2019 | FC Ukraine United | 1:1 (t. s.)(4:3 p.) | Hamilton City SC      | Centennial Park Stadium, Toronto |                         |
| 16:00                 | Molham Babouli 7' | Reporte             | Stefan Stojanović 48' | Árbitro(s): Tony Amaral          | Árbitro(s): Tony Amaral |

#### Semifinales
| 19 de octubre de 2019 | Scarborough SC                                                                       | 4:2     | Kingsman SC       | Birchmount Stadium, Toronto |  |
| 16:00                 | Gonzalo Matius Cabrera Celis · Neven Radaković · Zoran Rajović · Odain Omaro Simpson | Reporte | Said Belkhmotar , |                             |  |

| 20 de octubre de 2019 | FC Ukraine United                                                                                       | 5:3     | Waterloo Region                                            | Centennial Park Stadium, Toronto |  |
| 16:00                 | Nasar Milishchuk 20' · Ihor Sorotoskyi 34' · Nuno Ponte 64' · Molham Babouli 75' · Rock Di Vincenzo 90' | Reporte | Gregor Žugelj 39' · Petar Dordevic 47' · Dado Hadrovic 53' |                                  |  |

#### Final
| 26 de octubre de 2019 | Scarborough SC          | 2:0     | FC Ukraine United | Birchmount Stadium, Toronto |                             |
| 15:00                 | Aleksandar Stojiljković | Reporte |                   | Árbitro(s): Norman Oliveira | Árbitro(s): Norman Oliveira |

### Goleadores
| Posición | Jugador                 | Club                 | Goles |
| -------- | ----------------------- | -------------------- | ----- |
| 1        | Mykola Temniuk          | FC Vorkuta           | 18    |
| 2        | Aleksander Stojiljkovic | Scarborough SC       | 13    |
| 3        | Vladimir Strizovic      | Serbian White Eagles | 10    |
| 4        | Molham Babouli          | FC Ukraine United    | 9     |
| 4        | Miodrag Kovacevic       | SC Waterloo Region   | 9     |
| 4        | Dmytro Polyuhanych      | Kingsman SC          | 9     |
| 5        | Said Belmokhtar         | Kingsman SC          | 8     |
| 5        | Gonzalo Matias          | Scarborough SC       | 8     |
| 5        | Marko Stajic            | Serbian White Eagles | 8     |
| 6        | Kavin Bryan             | Scarborough SC       | 7     |
| 6        | Yaroslav Solonynko      | FC Vorkuta           | 7     |
| 7        | Aleksander Bozovic      | SC Waterloo Region   | 6     |
| 7        | Taras Kryvyi            | FC Ukraine United    | 6     |
| 7        | Pero Menalo             | CSC Mississauga      | 6     |
| 7        | Zoran Rajovic           | Scarborough SC       | 6     |
| 7        | Serhiy Ursulenko        | FC Vorkuta           | 6     |

Fuente Archivado el 14 de octubre de 2019 en Wayback Machine.

## Segunda división

### Equipos
| Club                   | Ciudad               | Estadio                                             | Entrenador |
| ---------------------- | -------------------- | --------------------------------------------------- | ---------- |
| Brantford Galaxy B     | Brantford, (Ontario) | Cardinal Newman S.S. Field (Stoney Creek, Hamilton) |            |
| CSC Mississauga B      | Mississauga, Ontario | Ontario Soccer Centre (Woodbridge, Vaughan)         |            |
| FC Vorkuta B           | Vaughan, Ontario     | St. Robert S.S. Field                               |            |
| Hamilton City SC B     | Hamilton, Ontario    | Cardinal Newman S.S. Field (Stoney Creek, Hamilton) |            |
| Kingsman SC B          | King, Ontario        | Ontario Soccer Centre (Woodbridge, Vaughan)         |            |
| Serbian White Eagles B | Toronto, Ontario     | Iceland Sports Complex (Mississauga)                |            |

### Clasificación
| Pos. | Equipo                 | PJ | PG | PE | PP | GF | GC | DG  | Pts. | Clasificado a                        |
| ---- | ---------------------- | -- | -- | -- | -- | -- | -- | --- | ---- | ------------------------------------ |
| 1    | Vorkuta B              | 15 | 13 | 0  | 2  | 74 | 19 | +55 | 39   | Clasificación a las semifinales      |
| 2    | Serbian White Eagles B | 15 | 8  | 1  | 6  | 56 | 57 | −1  | 25   | Clasificación a las semifinales      |
| 3    | Mississauga B          | 15 | 7  | 2  | 6  | 38 | 45 | −7  | 23   | Clasificación a los cuartos de final |
| 4    | Kingsman B             | 15 | 4  | 4  | 7  | 27 | 41 | −14 | 16   | Clasificación a los cuartos de final |
| 5    | Hamilton City B        | 15 | 3  | 4  | 8  | 28 | 36 | −8  | 13   | Clasificación a los cuartos de final |
| 6    | Brantford Galaxy B     | 15 | 3  | 3  | 9  | 28 | 48 | −20 | 12   | Clasificación a los cuartos de final |

Fuente Archivado el 6 de diciembre de 2019 en Wayback Machine.

### Fase final

#### Cuartos de final
| 15 de octubre de 2019 | CSC Mississauga B | 1:0     | Brantford Galaxy B | Paramount Fine Foods Centre, Mississauga |  |
| 21:00                 | Matthaus Garcia   | Reporte |                    |                                          |  |

| 15 de octubre de 2019 | Kingsman SC B  | 2:3 (0:1) | Hamilton City SC B                                        | Esther Shiner Stadium, Toronto |  |
| 21:00                 | Pitel 75', 85' | Reporte   | Arsen Platis 30' · Marco Serlez 50' · Illija Bajcetic 70' |                                |  |

#### Semifinales
| 19 de octubre de 2019 | FC Vorkuta B                                                            | 5:1 (0:0) | Hamilton City SC B  | L'Amoreaux Sports Complex, Toronto |  |
| 13:30                 | Kristijan Kezic 58', 70' · Oleksandr Yaremchuk 63' · Borovskyi 66', 80' | Reporte   | Haris Osmanagic 50' |                                    |  |

| 19 de octubre de 2019 | Serbian White Eagles B                         | 2:0 (2:0) | CSC Mississauga B | Centennial Park Stadium, Toronto |  |
| 14:00                 | Vladimir Strizovic 22' · Luka Milidragovic 37' | Reporte   |                   |                                  |  |

#### Final
| 26 de octubre de 2019 | FC Vorkuta B              | 2:0 (0:0) | Serbian White Eagles B | Centennial Park Stadium, Toronto |  |
| 13:00                 | Temniuk 80' · Yanchuk 92' | Reporte   |                        |                                  |  |

### Goleadores
| Posición | Jugador            | Club                   | Goles |
| -------- | ------------------ | ---------------------- | ----- |
| 1        | Marko Stajic       | Serbian White Eagles B | 13    |
| 2        | Matthaus Garcia    | CSC Mississauga SC B   | 11    |
| 2        | Vladimir Strizovic | Serbian White Eagles B | 11    |
| 3        | Fadi Salback       | FC Vorkuta B           | 9     |
| 4        | Pat Wilson         | Brantford Galaxy B     | 6     |
| 5        | Bohdan Borovskyi   | FC Vorkuta B           | 5     |
| 6        | Donart Beqiri      | Brantford Galaxy B     | 4     |
| 6        | Bogdan Bortnik     | Kingsman SC B          | 4     |
| 6        | Kristijan Kezic    | FC Vorkuta B           | 4     |
| 6        | Misel Klisara      | Serbian White Eagles B | 4     |
| 7        | Marko Dzaric       | Hamilton City SC B     | 3     |
| 7        | Sergiy Ivliev      | FC Vorkuta B           | 3     |
| 7        | Vukasin Kovacevic  | Hamilton City SC B     | 3     |
| 7        | Danylo Lazar       | FC Vorkuta B           | 3     |
| 7        | Ihor Melnyk        | FC Vorkuta B           | 3     |
| 7        | Marko Milanovic    | Serbian White Eagles B | 3     |
| 7        | Yaroslav Solonynko | FC Vorkuta B           | 3     |
| 7        | Dorde Vukobrat     | Hamilton City SC B     | 3     |

Fuente